# OpenProcurement
OpenProcurement — это комплекс программных средств с открытым исходным кодом, разработанный для автоматизации и оптимизации закупок. Он создает необходимый инструментарий для построения прозрачного и конкурентного процесса закупок, который базируется на надежном режиме сбора данных, переходе на электронный документооборот и строгой отчетности.
Комплекс OpenProcurement было впервые введено в 2014 г. как открытое и бесплатное для использования программное обеспечение (в рамках Apache License). Тогда OpenProcurement было разработано Quintagroup для Prozorro — электронной системы публичных закупок, созданной для эффективного и прозрачного расходования средств налогоплательщиков на Украине. Однако, гибкость и масштабируемость комплекса программных средств делает возможным его использование для правительственных и коммерческих закупок разного плана.

## Суть проекта
Цель проекта заключалась в создании эффективной электронной системы публичных закупок с открытым кодом, которая бы удовлетворила следующие требования:
- простота и легкость использования — закупочные процедуры должны быть простыми и понятными для всех участников закупочного процесса, особенно организаторов (закупщиков) и участников (площадок).
- 'открытость' документанции торгов и прозрачность процедур закупки — гражданское общество должно пользоваться свободным доступом ко всей документации, связанной с закупками.
- равные возможности для участников — все юридические/физические лица должны иметь возможность принимать участие, если их предложение удовлетворяет требования, указанные в тендерной документации.
- предотвращение коррупции — использование электронных документов, строгих квалификационных критериев, прозрачной системы оценки и выбора наиболее экономически выгодного предложения заложит фундамент процесса искоренения коррупции.

### Open Contracting
Этот комплекс разработан на базе стандарта данных Open Contracting 1.0 RC Архивная копия от 5 ноября 2016 на Wayback Machine и доработанный с целью обеспечения практического внедрения закупочных процедур на Украине.

### Компоненты свободного программного обеспечения
Комплекс программных мероприятий OpenProcurement использует ряд других продуктов с открытым кодом:
1. Python (язык программирования)
2. Pyramid
3. AngularJS
4. Bootstrap
5. Flask (веб-фреймворк)
6. CouchDB
7. PouchDB

## Архитектура

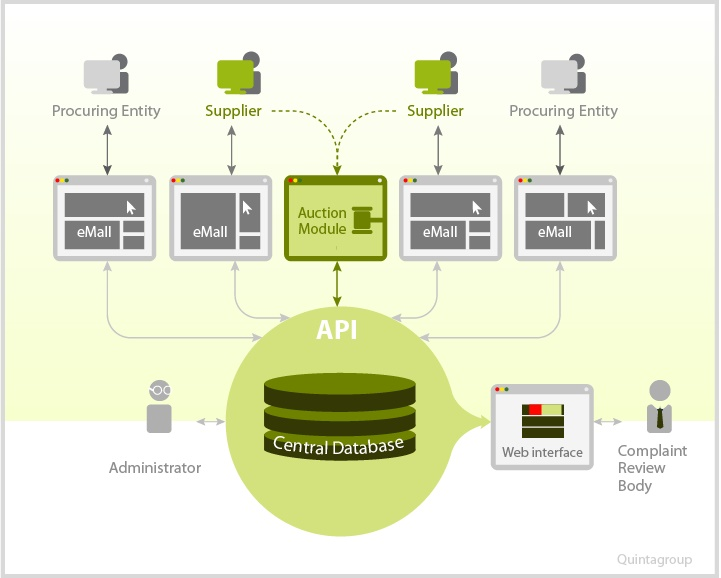

OpenProcurement состоит из центральной базы данных (ЦБД) и API, через который специализированные электронные площадки могут взаимодействовать с ЦБД, а также модуля аукционов. Веб-платформы третьих лиц (веб-платформы, которые внедряют компоненты системы электронных закупок и предоставляют доступ закупочным организациям, поставщикам и обычным посетителям) взаимодействуют с ЦБД через OpenProcurement API и предоставляют временные логин-данные для доступа к Модулю аукциона и участия в нем. Администратор имеет прямой доступ к ЦБД и сервисов, которые предоставляет бэкенд; помогает с поддержкой системы и с подключением веб-платформ к ней. Орган обжалования получает доступ к системе через специальный веб-интерфейс, чтобы рассматривать и выносить решения по жалобам. Взаимодействие между веб-площадками и ЦБД осуществляется через API — веб-интерфейс, базирующийся на модуле JSON. Бизнес логика реализована в Python. Для сохранения аукционов, предложений было использовано нереляционную базу данных CouchDB. Вложения (бинарные файлы такие как pdf, xls и т. п) хранятся на файловом сервере, который совместим с Amazon S3.

## Примеры применения
Функционал OpenProcurement подходит как для публичных, так и для коммерческих закупок.

### ProZorro
Комплекс программных мероприятий OpenProcurement было специально разработано для Prozorro, украинской электронной системы публичных закупок. Основная цель проекта — сделать возможным прозрачное и эффективное расходование государственных средств и предотвращения коррупции. Министерство инфраструктуры, Министерство обороны, Министерство юстиции, Министерство экономики, Государственное управление делами, Национальный банк Украины, Министерство экологии — некоторые из заказчиков, которые пользуются ProZorro. С 01.08.2016 все публичные закупки перешли на ProZorro. Составляя ядро ProZorro, комплекс OpenProcurement:
- удовлетворяет конкретные требования к доступности и прозрачности процедур;
- стимулирует/поощряет (в случае необходимости) внедрения признанных лучших практик для публичных закупок в течение целого процесса закупок;
- пользуется электронным документооборотом, внедряет строгие квалификационные требования, прозрачную процедуру оценки предложений и выбора победителя, эффективны реверсивные аукционы и открытый доступ к данным по закупкам;
- предлагает оптимальное решение с точки зрения материальных и временных затрат — реверсивный аукцион, где поставщики соревнуются за возможность продавать товары закупщику по самой низкой цене.

### ProZorro.Sale
Функционал OpenProcurement также реализовано в ProZorro.Sale, платформе Фонда Гарантирования Вкладов для продажи неликвидных активов и тех, что находятся в процессе ликвидации, банков. Архитектура и основные компоненты платформы такие же, как и в Prozorro. Ключевое различие заключается в том, что аукцион проводится для продажи активов по самой высокой цене.

### RIALTO
Кроме ProZorro и ProZorro.Sale, комплекс программных мероприятий OpenProcurement было также реализовано в проекте RIALTO — платформе для коммерческих закупок.